# 台湾文庫
台湾文庫（たいわんぶんこ）は日本統治時代の1901年に開館した台湾最初の図書館である。現在の国家図書館の前身である。
台湾は清代より私人による蔵書が存在していたが、これらは外部に開放されたものではなかった。1898年、当時の台湾日報記者の栃内正六が近代図書館の設立を提唱し、同社社長の守屋善兵衛の賛同と個人蔵書の寄贈を得て図書館開設運動が開始され、民政長官後藤新平官邸前で台北図書館発起人会が開催された。当時の発起人としては石塚英蔵、藤田嗣章、堀内文次郎、松岡弁、木村匡、町田則文、栃内正六、草場謹三郎、守屋善兵衛、木下新三郎、大島邦太郎、児玉善八の8名が名を連ね、台湾民衆の知識が後進的であり公衆道徳に欠如している現状を矯正する目的で図書館開設を嘆願するものとして、発起人会において「図書館開設案」が議決された。
1899年、資金の募金や図書寄贈運動が開始され、後年石坂文庫を開設した石坂荘作も自らの蔵書を寄贈している。1901年、台湾文庫淡水館が正式開館した。淡水館は清代の登瀛書院、日本統治機関の台湾官員の集会所を利用したものであり、現在の総督府裏手の長沙街一段に位置した。
台湾文庫は当初蔵書6千冊で開館し、後年1万数千冊にまで拡充されていった。運用資金を得るために、日本国内で一般的であった閲覧費を徴収しており、開館当初は普通閲覧室は3銭、特別閲覧室は5銭と定められ、軍人および警察官はその半額であった。当時の台湾での生活水準からすれば廉価な設定ではなかったため、利用率は開館当初から低迷した。1901年の年間閲覧者数は1,680人、翌年には762人に減少している。後に市区改正と建物の老朽化のために1906年8月16日台湾文庫淡水館は閉鎖され取り壊されることとなり、その蔵書は、東洋協会台湾支部に移管され、初め新公園内の「天后宮」に収められ、後に大稲埕六館街の板橋の有力者林本源が所有する建物内に移され、さらに台湾総督府図書館に移管された。戦後､同館は中華民国に接収されて国立中央図書館台湾分館となり、さらに改組されて国立台湾図書館となっている。